# Лелуар, Луис Федерико
Луи́с Федери́ко Лелуа́р (исп. Luis Federico Leloir; 6 сентября 1906, Париж — 2 декабря 1987, Буэнос-Айрес) — аргентинский врач и биохимик, первый испаноговорящий лауреат Нобелевской премии по химии.

## Биография
Окончил университет Буэнос-Айреса (1932). В 1934—1935, 1937—1943 годах работал в Институте физиологии при этом университете (с 1941 года профессор физиологии). В 1936 году в биохимической лаборатории Кембриджского университета. В 1943 году переехал в США. Работал в Вашингтонском (1944) и Колумбийском университетах (1944—1945). В 1946 году вернулся в Аргентину. С 1946 года заведующий биохимической лабораторией Института физиологии.
Член Национальной академии наук США (1960), Американской академии искусств и наук (1961), Лондонского королевского общества (1972), АН Аргентины. Лелуар был известен своей скромностью, сосредоточенностью и последовательностью, многие описывали его как «истинного монаха от науки». 

## Основные работы
Труды по метаболизму углеводов в живых клетках, а также углеводных производных нуклеотидов. Лелуар и его коллеги изучали гликопротеины, показали основные пути метаболизма галактозы, а также пути развития галактоземии — причины появления невосприимчивости к лактозе. Совместно с группой сотрудников выделил и изучил многие ферменты углеводного обмена.

## Нобелевская премия
Второго декабря 1970 года Лелуар получил Нобелевскую премию по химии за исследования в области метаболических путей лактозы. Приз в размере 80 000 долларов Лелуар потратил на исследования.